# Warner Records
Warner Records (voorheen Warner Bros. Records Inc.) is een Amerikaans platenlabel, eigendom van Warner Music Group, met hoofdkantoor in Los Angeles, Californië. Het label werd in 1958 opgericht als de muziekafdeling van de Amerikaanse filmstudio Warner Bros. en in 2019 omgedoopt in Warner Records.

## Voorloper
Warner Bros Pictures startte in 1928, nadat de stomme film opgevolgd was door de geluidsfilm, met activiteiten in de muziekuitgeverij en vormde de Music Publishers Holding Company. Deze holding kocht in 1930 Brunswick Records, maar verkocht Brunswick een jaar later, waarna Warner Bros. 25 jaar geen eigen activiteiten in de platenindustrie had en haar soundtracks via derden uitbracht.

## Heroprichting
Warner Bros. Records werd op 19 maart 1958 onder de leiding van James B. Conkling geopend boven de machinewerkplaats van Warner's filmstudio in Burbank, Californië. De vroege albumreleases (1958-1960) waren gericht op de chique kant van het reguliere publiek met stereo-lp's in de nieuwe hifi-markt, maar het waren commerciële mislukkingen, alleen Ted Hunters single Jealous Heart en de soundtrack van de detectiveserie 77 Sunset Strip hadden succes.
In 1960 werd na een reorganisatie een pogingen gedaan op de rock-'n-roll-markt met Bill Haley, maar die was over zijn hoogtepunt heen en scoorde geen hits meer. Wel had Warner succes via een tienjarig contract met The Everly Brothers: hun eerste (zelf gecomponeerde) Warner Bros.-single Cathy's Clown bereikte nummer 1 in de Billboard Hot 100 en werd meer dan acht miljoen keer verkocht, en hun Warner Bros.-debuutalbum It's Everly Time bereikte nummer 9 op de albumlijst. In Nederland haalde Cathy's Clown een 3de plaats in de top 40, terwijl de versie van de Blue Diamonds op nummer 4 stond.   
In 1959 had Warner Bros. de stand-upcomedian Bob Newhart gecontracteerd, het begin van langlopende betrokkenheid van het label bij comedy (later werd Bill Cosby gecontracteerd). Newhart zorgde in mei 1960, drie maanden na het succes van "Cathy's Clown", met zijn debuutalbum The Button-Down Mind of Bob Newhart voor een nummer 1-notering in de Billboard-lijsten. Bij de Grammy Awards van 1961 werd het album Album van het jaar, zijn niet veel later uitgebrachte vervolgalbum The Button-Down Mind Strikes Back won een Grammy in de categorie Beste komedie - Gesproken woord en Newhart zelf werd Beste nieuwe artiest – de enige keer in de geschiedenis van de Grammy's dat een komiek won.
Eind 1961 ging Conkling met pensioen en werd opgevolgd door Mike Maitland, Joe Smith werd hoofd promoties en Peter, Paul and Mary werden gecontracteerd.
Peter, Paul and Mary hadden succes met Lemon Tree en If I Had a Hammer en bereikten met 2 covers van Bob Dylan de top 10, Blowin' in the Wind en Don't Think Twice, It's All Right.

## Warner/Reprise (1963-1967)
In augustus 1963 werd een gecombineerde platenmaatschappij Warner/Reprise opgericht met Maitland als president. Reprise Records was een platenlabel opgericht door Frank Sinatra. Warner en Reprise bleven eerst gescheiden labels, Warner onder Joe Smith, Reprise onder Mo Ostin, beide onder Maitland. Geleidelijk werden Reprise-artiesten ondergebracht bij Warner, alleen Frank Sinatra en Neil Young weigerden. De eerste rockgroep die Warner contracteerde was Grateful Dead, maar het label bracht voornamelijk albums buiten het rockgenre uit, zoals filmsoundtracks en comedy's.
Bekende artiesten die op Warner Bros. in die periode verschenen zijn onder meer:
- Petula Clark
- The Association
- Ike & Tina Turner

## Warner Bros. - Seven Arts Records (1967-1969)
Warner Bros.-Seven Arts ontstond in 1967 toen Seven Arts Productions de aandelen van Jack L. Warner in Warner Bros. overnam en met het bedrijf fuseerde.
De fusie betrof zowel de filmmaatschappijen als de beide platenlabels, die onder een nieuw label met logo W7 uitgebracht werd.
Een van de weinige bekende albums uit de periode is Van Morrison's Astral Weeks.
In 1970 werd het label Atlantic Records van Ahmet Ertegün aangekocht.

Warner Bros. Records-logo 2002

## Warner Music Group

### Jaren zeventig
In 1969 werd Warner Bros.-Seven Arts overgenomen door Kinney National Company en omgedoopt tot Warner Communications, vervolgens tot WEA (staat voor Warner-Elektra-Atlantic) en later tot Warner Music Group. In januari 1970 streed Ahmet Ertegun succesvol tegen Mike Maitland om Atlantic Records autonoom te houden. Maitland werd ontslagen door Kinney-president Steve Ross. Ertegun stelde Mo Ostin voor als opvolger van Maitland, zo geschiedde. Het W7 logo werd weer het WB-logo.
Ostin promoveerde in juni 1971 Lenny Waronker tot hoofd van de A&R-afdeling, Waronker contracteerde zijn persoonlijke vriend Randy Newman.
De aanstelling van Mo Ostin bracht in de 70-jaren veel artiesten naar het label, zoals Alice Cooper, Tim Buckley, James Taylor, Little Feat, Tony Joe White, Earth, Wind & Fire, Rod McKuen, Bonnie Raitt, Dionne Warwick, Van Dyke Parks, Nazareth, Rod Stewart, Emmylou Harris, Fleetwood Mac, Ry Cooder, Prince en Van Halen.
In de VS werden Britse groepen als Black Sabbath en Deep Purple op het label uitgebracht, maar in Europa onder namen als Warner Records UK of Warner Music UK.

### Jaren tachtig
De jaren tachtig waren ongekend succesvol voor Warner, beginnende met singer-songwriter Christopher Cross Cross, wiens titelloze debuutalbum op nummer 6 in de Billboard Top 100 piekte en die vier hitsingles uitbracht, waaronder de nummer 1-hit "Sailing". Hij won ook vijf grote categorieën bij de Grammy Awards van 1981 en werd de eerste soloartiest die de "Big Four"-prijzen binnen één jaar won (d.w.z. Record, Song en Album of the Year en Best New Artist) terwijl zijn uitvoering van "Arthur's Theme" uit de Dudley Moore-film Arthur ook nummer 1 bereikte.
Prince' album Dirty Mind uit 1980 werd alom geprezen door recensenten en verdiende een gouden plaat, maar zijn dubbel-lp 1999 uit 1982 werd zijn eerste grote hitalbum, met meer dan vier miljoen verkochte exemplaren en drie hitsingles. Het titelnummer bereikte nummer 12 in de Billboardlijst, zijn volgende twee singles, "Little Red Corvette" en "Delirious", waren beide Amerikaanse top 10-hits. In 1984 werd het album en de film Purple Rain nog succesvoller. In België stond Purple Rain twee weken op nummer 1, In Nederland stond het nummer 7 weken op nummer 1.
Larry Waronker nam in 1982 de leiding van Warner Bros. Records over. Hij contracteerde onder meer Eric Clapton en ZZ Top.
In 1988 werd R.E.M. gecontracteerd; van hun eerste album onder het Warnerlabel werden wereldwijd meer dan 4 miljoen exemplaren verkocht.
Voor Sire Records, dat onder meer Madonna en Talking Heads onder contract had, werd de distributie verzorgd.

### 1989-2004
Warner bleef succesvol met R.E.M. en Prince. Prince werd zelfs tot vice-president van Warner Records benoemd.
In 1990 werd de moedermaatschappij Warner Communications gefuseerd met Time Inc. en ontstond Time-Warner.
In 1992 speelde de Rodney King-zaak, waarnaar rapper Ice-T verwees in zijn nummer Cop Killer, dat leidde tot een oproep Time-Warnerproducten te boycotten.
In 1993 ontvouwde Robert J. Morgado, het hoofd van de Warner Music Group, plannen voor een reorganisatie, waarin Mo Ostin aan hem zou moeten rapporteren in plaats van rechtstreeks aan de leiding van Time-Warner. Ostin weigerde en nam ontslag. Zijn beoogde opvolger Lenny Waronker volgde dit voorbeeld, evenals vele artiesten die juist vanwege Ostin bij Warner getekend hadden.
In 2001 vond er een grote reorganisatie plaats, waarin functies over de drie grote labels van de Warner Music Group verdeeld werden.

### Na 2004
In 2004 werd de Warner Music Group verzelfstandigd, maar zij behield het recht om nog vijftien jaar het WB-logo te gebruiken. Dure productielocaties (zoals in de VS en Nederland) werden gesloten.
Gecontracteerde artiesten zijn:
Dua Lipa, Gary Clark jr., Bebe Rexha, Neil Young, Michael Bublé, Anitta, Josh Groban, Deftones, Wale, Red Hot Chili Peppers, Andra Day, Muse, Lukas Graham, Royal Blood, David Guetta, Disturbed en anderen.

## Warner Records
In 2019 werd Warner Bros. Records omgedoopt in Warner Records.